# Empoasca fenestra
Empoasca fenestra är en insektsart som beskrevs av Ross 1959. Empoasca fenestra ingår i släktet Empoasca och familjen dvärgstritar. Inga underarter finns listade i Catalogue of Life.